# The 1980 Floor Show
The 1980 Floor Show è uno spettacolo che si tenne al Marquee Club di Londra dal 18 al 20 ottobre 1973 con l'artista inglese David Bowie come protagonista, trasmesso negli Stati Uniti dalla NBC il 16 novembre all'interno della serie musicale The Midnight Special. Si trattò della prima apparizione dal vivo di Bowie dopo l'annunciato addio alle scene del 3 luglio, una specie di breve e momentanea "resurrezione" di Ziggy Stardust in forma di vero e proprio musical rock.
La scaletta venne ricavata soprattutto dagli album Aladdin Sane e Pin Ups, anche se il brano più importante fu forse il medley 1984/Dodo, annunciato come anteprima del futuro adattamento di 1984 di George Orwell.
Lo spettacolo, il cui titolo era un gioco di parole riferito proprio alla canzone 1984 (nineteen eighty-four / nineteen eighty floor), riuscì a catturare un momento di transizione tra la fantascienza glam di The Rise and Fall of Ziggy Stardust and the Spiders from Mars e quella più oscura di Diamond Dogs, album pubblicato sei mesi dopo.

## Cast
- David Bowie - voce, chitarra
- Mick Ronson - chitarra
- Trevor Bolder - basso
- Aynsley Dunbar - batteria
- Mike Garson - pianoforte
- Mark Carr Pritchard - chitarra
- The Astronettes (Ava Cherry, Jason Guess, Geoffrey MacCormack) - cori[3]

Ospiti:
- Carmen
- Marianne Faithfull
- The Troggs
- Amanda Lear

## Scaletta
Testi e musiche di David Bowie, tranne dove diversamente indicato.
- 1984/Dodo
- Sorrow (Feldman/Goldstein/Gottehrer)
- Bulerias (Allen) - eseguita dai Carmen
- Everything's Alright (Crouch/Konrad/Stavely/James/Karlson)
- Space Oddity
- I Can't Explain (Townshend)
- As Tears Go By (Jagger/Richards/Loog Oldham) - eseguita da Marianne Faithfull
- Time
- Wild Thing (Taylor) - eseguita da The Troggs
- The Jean Genie
- Rock 'n' Roll Suicide - non mandata in onda
- 20th Century Blues (Coward) - eseguita da Marianne Faithfull
- I Can't Control Myself (Reg Presley) - eseguita da The Troggs
- Strange Movies (Reg Presley) - eseguita da The Troggs
- I Got You Babe (Bono) - eseguita da David Bowie e Marianne Faithfull

## Crediti
- Stan Harris - regista e produttore
- Rocco Urbisci - consulente creativo
- Jaques Andre - produttore associato
- Matt Mattox - coreografo
- Freddi Burretti - costumista
- Barbara Daley - truccatore
- Billy The Kid - parrucchiere
- George Underwood - grafico
- Ken Scott & Ground Control (Robin Mayhew) - missaggio

## Lo show
L'idea di uno show con David Bowie come protagonista venne a Burt Sugarman, produttore e creatore del programma settimanale della NBC The Midnight Special che dall'inizio dell'anno proponeva speciali sul rock. Sugarman si mise in contatto con il cantante che cominciò a pensare ad un tipo di spettacolo molto teatrale, in cui esibirsi in un contesto futuristico. Quando il progetto divenne di pubblico dominio, i giornali britannici scrissero che gli americani si erano assicurati il "colpo pop dell'anno" e lamentarono il fatto che l'evento non sarebbe stato trasmesso nel Regno Unito. Solo uno spezzone venne mandato in onda durante una puntata di Top of the Pops ma l'intero show non ha mai avuto distribuzioni televisive e non è mai stato reso disponibile per l'home video in Inghilterra.
Riguardo alla "location", Bowie ha affermato che in quel periodo i club disponibili sarebbero stati parecchi ma «il Marquee era in cima alla lista perché i musicisti bazzicavano quella zona facendo finta di parlare d'affari e di recuperare ingaggi, ma più che altro recuperavano le ragazze... Volevo tornarci perché c'erano molti bei ricordi che mi legavano al club». L'ingresso era solo su invito e il pubblico comprendeva 200 membri del neoformato International David Bowie Fan Club, oltre a personalità del mondo del rock e una rappresentanza selezionata della stampa musicale. Tra i presenti, oltre alla moglie Angela e al figlio Duncan che aveva poco più di 2 anni, c'erano Tony Visconti, amico e collaboratore di David nel periodo di Space Oddity, il compositore Lionel Bart, i cantanti Dana Gillespie, Long John Baldry e Wayne County, ex attore per Andy Warhol e in seguito divenuto noto come Jayne County, primo cantante rock transessuale).

### Il cast e gli ospiti
Il 1980 Floor Show vide l'ultima apparizione dal vivo di David con Mick Ronson e Trevor Bolder, i due Spiders from Mars sopravvissuti alla transizione fino alla registrazione di Pin Ups. Gli altri musicisti furono il batterista Aynsley Dunbar, che aveva suonato con John Mayall e Frank Zappa e che sostituì il terzo "Spider" Mick Woodmansey, e il chitarrista Mark Carr Pritchard, già membro del progetto The Arnold Corns che venne presentato da Bowie come «Mark Due Fiumi, un Mohicano di Peage». I cori furono opera degli Astronettes, un trio creato da David in onore della sua nuova "ragazza" Ava Cherry che aveva conosciuto a New York all'inizio dell'anno e con la quale stava considerando il progetto poi abbandonato di un album. Completarono il trio Jason Guess e Geoffrey MacCormack (noto anche con lo pseudonimo Warren Peace), che aveva partecipato a Aladdin Sane e Pin Ups e che avrebbe continuato a lavorare con Bowie contribuendo anche alla composizione di Rock 'n' Roll with Me.
Allo show parteciparono anche The Troggs, diventati famosi nel 1966 con il brano Wild Thing, e i Carmen, gruppo ispanico di Los Angeles che fondeva rock progressivo e flamenco e il cui primo album, Fandangos in Space, era stato prodotto da Tony Visconti. Un'aggiunta a sorpresa al concerto fu la presenza di Marianne Faithfull, stellina degli anni sessanta ed ex fidanzata di Brian Jones e Mick Jagger, che apparve in abito da suora completo di sottogola, con la schiena nuda. La cantante duettò con Bowie in I Got You Babe di Sonny & Cher ed eseguì un paio di brani come solista tra cui As Tears Go By che aveva portato al successo nel 1964.
A presentare la serata fu chiamata Amanda Lear, appena comparsa sulla copertina dell'album For Your Pleasure dei Roxy Music, che salì sul palco facendosi chiamare "Dooshenka" e presiedette lo spettacolo come una specie di Marlene Dietrich dell'era spaziale. Come Marianne Faithfull e Ava Cherry, anche lei intrecciò un rapporto intimo con David più o meno nello stesso periodo.

### Riprese
Le riprese iniziarono il 18 ottobre con le esibizioni in studio dei Carmen e di Marianne Faithfull. Il nucleo della parte riservata a Bowie fu ripreso il giorno seguente, in cui si esibirono anche i Troggs. La prima canzone ad essere filmata fu Everything's Alright, cover tratta da Pin Ups, e la performance di Bowie andò avanti per 10 ore dato che a causa delle dimensioni ridotte del Marquee Club ogni brano venne eseguito e filmato almeno cinque o sei volte per permettere lo spostamento delle pochissime telecamere. Il risultato, secondo il giudizio dello stesso Bowie, fu "girato in modo pessimo", anche se i fans erano ovviamente entusiasti di vedere il loro idolo esibirsi per così tanto tempo. Il terzo e ultimo giorno il set fu chiuso alla stampa e al pubblico e fu dedicato alla coreografia del titolo dello show, a diverse riprese e primi piani e alla messa in scena di Sorrow.

### Scenografie, coreografie e costumi
Per questa produzione venne allestita una spettacolare scenografia scelta personalmente da Bowie che prevedeva la copertura della consueta decorazione del club. Il palco e il backstage vennero completamente ristrutturati e le pareti e i soffitti ridipinti di nero, per l'orrore del club manager Jack Barrie. L'elaborata coreografia di Matt Mattox, con una sequenza d'apertura in cui i corpi dei ballerini si fondevano in una serie di quadri a formavare il titolo del concerto, indicava che le aspirazioni teatral-musicali di Bowie stavano crescendo: Mick Ronson e il resto del gruppo vennero visivamente messi in secondo piano rispetto alla presentazione teatrale di David.
Coadiuvato da un gruppo di danzatori vestiti con tute decorate da ragnatele, Bowie mise in scena una nuova sfilata di costumi creati da Freddie Burretti tra cui un basco rosso orlato di piume di struzzo, una tuta senza maniche decorata con lingue di fuoco e una tuta a rete con un paio di mani d'oro cucite sul petto. In realtà quest'ultima, utilizzata per The Jean Genie, aveva una terza mano che gli copriva l'inguine ma come ricordò il cantante nel 1992 venne tolta su insistenza della NBC: «Mi dissero: "Non possiamo farlo vedere, è sovversivo!"» La registrazione subì un ulteriore ritardo quando ci si accorse che in quel modo la tuta rivelava più del dovuto e la troupe venne quindi "istruita" in modo che Bowie venisse inquadrato dalla cintura in su.
Per Everything's Alright David indossò dei vivaci pantaloni gialli, un top di satin viola, giacca di pelle nera e stivali coi tacchi alti, mentre per 1984/Dodo sfoggiò il tipico mantello di Ziggy Stardust. Sorrow venne filmata in studio con David in un completo bianco che cantava rivolto ad Amanda Lear su una gigantesca scacchiera mentre per I Can't Explain indossò un rilucente corsetto rosso e stivali a coscia in PVC e due specie di ali piumate nere sul petto a rappresentare l'"Angelo della Morte".
L'ultima performance, il duetto con Marianne Faithfull in I Got You Babe, venne filmata alle 22:00 circa. Bowie avvisò il pubblico: «Non è niente di serio, si tratta di un gioco, l'abbiamo a malapena provato!» Il vestito di David era lo stesso di I Can't Explain mentre Marianne Faithfull indossò il vestito da suora. Ricordava Bowie nel 1993: «Non la trasmisero in America. Fu vista come una cosa oltre i limiti della decenza. Madonna, roditi il fegato!»

### Problemi con la censura
A proposito delle modifiche imposte dalla NBC per il costume indossato durante The Jean Genie, l'autore del mixaggio Ken Scott ha affermato che Bowie «fece del suo meglio per rovinare le riprese. Credo che alla fine abbiano fatto un collage tra le due, ma riuscì molto male e nella versione finale si vede benissimo». In realtà la NBC censurò ben più che i costumi. Nel brano Time, Bowie dovette pronunciare il verso "falls wanking to the floor" ("cade a terra masturbandosi") in modo che suonasse come "falls swanking to the floor" ("cade a terra pavoneggiandosi") e durante la messa in onda furono cancellate le parole "goddamn" (maledizione) e "screw" (fottere) da 1984/Dodo. Inoltre, durante Rock 'n' Roll Suicide la parola "suicide" venne censurata ogni volta che veniva pronunciata a causa della morte di un ragazzo avvenuta negli Stati Uniti all'inizio dell'anno mentre tentava di imitare la finta impiccagione di Alice Cooper durante alcune sue esibizioni. Alla fine il brano non venne trasmesso.

## Discografia e videografia
| Anno | Titolo                               | Formato         | Brani presenti                                                                                               | Note   |
| ---- | ------------------------------------ | --------------- | --- | ------ |
| 1995 | RarestOneBowie                       | CD              | Time | [ 9 ]  |
| 1996 | Absolutely Rare                      | CD (bootleg)    | Sorrow, Time, Everything's Alright, Space Oddity, I Can't Explain, The Jean Genie, 1984/Dodo, I Got You Babe | [ 10 ] |
| 2006 | Total Rock Review 1969-1974          | DVD             | Sorrow, Time, Everything's Alright, Space Oddity, I Can't Explain, The Jean Genie, I Got You Babe            | [ 11 ] |
| 2007 | The 1980 Floor Show: Uncut Version   | 6 DVD (bootleg) | Oltre 9 ore di registrazioni che comprendono le prove, i brani trasmessi e altro materiale inedito.          | [ 12 ] |
| 2007 | Burt Sugarman's The Midnight Special | DVD             | Space Oddity (DVD 1 di 9)                                                                                    | [ 13 ] |